# Jules Tiberghien
Pour les articles homonymes, voir Tiberghien.
Jules Tiberghien (8 décembre 1867, Tourcoing - 3 janvier 1923, Rome) est un prélat français au service de la curie romaine, archevêque titulaire de Nicée de 1921 à sa mort.

## Biographie
D'une famille d'industriels catholiques du Nord, il rejoint le Séminaire français de Rome et l'Université pontificale grégorienne. Il est ordonné prêtre à Rome le 26 juin 1892.
Camérier secret du Pape Léon XIII en 1896 et protonotaire apostolique en 1903, il devient chanoine de la basilique Saint-Jean de Latran et prend les fonctions de consulteur de la Congrégation pour les Églises orientales et à la Commission pour la préservation de la foi, ainsi que celle de président de l'Académie de l'Immaculée Conception.
En 1921, il est consacré, à la Chapelle Sixtine, archevêque titulaire de Nicée par le pape Benoît XV.
En poste au Vatican, il s'y occupe en particulier de questions sociales et internationales.
Il est le seul évêque membre du « Comité protecteur » des Scouts de France lors de leur création en 1920. Il est en rapport avec le Père Sevin, au nom du pape Benoît XV, pour la fondation de l'Office international du scoutisme catholique (OISC).